# Шермур, Эллисон
Э́ллисон А́йви Ше́рмур (англ. Allison Ivy Shearmur), в девичестве — Бре́кер (англ. Brecker; 23 октября 1963, Манхэттен, Нью-Йорк, Нью-Йорк, США — 19 января 2018, Лос-Анджелес, Калифорния, США) — американский кинопродюсер. Вице-президент The Walt Disney Company (1994—1997), исполнительный вице-президент кинопроизводства Universal Studios и Paramount Pictures, президент кинопроизводства Lionsgate (2008—2011), основатель и вице-президент Allison Shearmur Productions (с 2011 года).

## Биография
Эллисон Айви Шермур, в девичестве Брекер, родилась 23 октября 1963 года на Манхэттене (Нью-Йорк, штат Нью-Йорк, США) в еврейской семье адвоката Мартина Брекера и школьной учительницы Роды Брекер. Эллисон — третья из четверняшек, до неё родились сестра и брат — Лиза Брекер (в замужестве Хартштейн) и Джон Брекер, а после неё — сестра Джоди Брекер (в замужестве Кан). Дети росли в Вудмере на Лонг-Айленд, юг штата Нью-Йорк, и воспитывались в традиционных еврейских традициях. На родине они были широко известны, как «Четверняшки Брекер» и появились в рекламе детского питания «Beech-Nut».
Шермур училась в Юридической школе Университета Пенсильвании, затем став членом государственной адвокатской коллегии Калифорнии. Во время учёбы университете она принимала участие в конкурсе кампуса и выиграла главный приз — обед со Стэнли Джаффе, исполнительным продюсером Columbia Pictures. Джаффе стал наставником и образцом для подражания для Шермур на всю жизнь.

## Карьера
После окончания юридической школы Шермур была нанята помощником в Columbia TriStar. Она работала в The Walt Disney Company в качестве вице-президента в период с 1994 по 1997 год, где работала над фильмом «Джордж из джунглей». Затем она присоединилась к Universal Studios в качестве исполнительного вице-президента по кинопроизводству и работала над фильмами «А вот и Полли», «Эрин Брокович», а также над серией фильмов «Американский пирог» и «Джейсон Борн».
Шермур также работала в течение двух лет в Paramount Pictures в качестве исполнительного вице-президента кинопроизводства, где она отвечала за литературные произведения студии; работала над фильмами «Загадочная история Бенджамина Баттона», «Хроники Спайдервика», «Война по принуждению», «Зодиак», «Девушки мечты», «Паутина Шарлотты», «Суперначо» и «Любовь и прочие неприятности». В 2008 году она перешла в Lionsgate на пост президента кинопроизводства. Во время работы в «Lionsgate», она спродюсировала первые два фильма серии «Голодные игры» и выступила исполнительным продюсером последних двух.
Шермур сформировала свою собственную продюсерскую компанию Allison Shearmur Productions. В 2017 году исполнительный директор её компании спродюсировал телевизионный фильм «Грязные танцы».

## Личная жизнь
В 2000 году Эллисон познакомилась с композитором Эдвардом Шермуром на «свидании вслепую». Они поженились меньше чем через год после знакомства. У супругов родилось двое детей — дочь Имоджен (род. 2002/2003) и дочь Энтони (род. 2007/2008). В 2014 году дом семейства Шермур попал в журнал «House Beautiful».
В 2016 году ей был поставлен диагноз рак лёгкого, в котором она призналась только своей семье и ближайшим соратникам. По словам её мужа, она скрывала диагноз так как «не хотела, чтобы её определяло заболевание. Она чувствовала, что, если люди узнают об этой очень сложной детали, это затмит всё остальное». Шермур продолжала работать над проектами в кино, включая «Изгой-один. Звёздные войны: Истории» (2016) и «Хан Соло. Звёздные войны: Истории» (2018). Она скончалась 19 января 2018 года в Медицинском центре Рональда Рейгана в Лос-Анджелесе на 55-м году жизни.

## Фильмография
- 2008 — «Война по принуждению» / Stop-Loss (исполнительный продюсер)
- 2011 — «Погоня» / Abduction (исполнительный продюсер)
- 2012 — «Голодные игры» / The Hunger Games (президент кинопроизводства)
- 2012 — «Чего ждать, когда ждёшь ребёнка» / What to Expect When You're Expecting (исполнительный продюсер)
- 2013 — «Голодные игры: И вспыхнет пламя» / The Hunger Games: Catching Fire (исполнительный продюсер)
- 2014 — «Голодные игры: Сойка-пересмешница. Часть 1» / The Hunger Games: Mockingjay – Part 1 (исполнительный продюсер)
- 2015 — «Золушка» / Cinderella (продюсер)
- 2015 — «Повесть о любви и тьме» / A Tale of Love and Darkness (исполнительный продюсер)
- 2015 — «Голодные игры: Сойка-пересмешница. Часть 2» / The Hunger Games: Mockingjay – Part 2 (исполнительный продюсер)
- 2015 — «Племя пещерного медведя» / Clan of the Cave Bear (исполнительный продюсер)
- 2016 — «Гордость и предубеждение и зомби» / Pride and Prejudice and Zombies (продюсер)
- 2016 — «Нерв» / Nerve (продюсер)
- 2016 — «Изгой-один. Звёздные войны: Истории» / Rogue One: A Star Wars Story (продюсер)
- 2017 — «Могучие рейнджеры» / Power Rangers (исполнительный продюсер)
- 2017 — «Грязные танцы» / Dirty Dancing (исполнительный продюсер)
- 2018 — «Хан Соло. Звёздные войны: Истории» / Solo: A Star Wars Story (продюсер)
- 2019 — «Поступь хаоса» / Chaos Walking (сопродюсер)
- 2019 — «Один и единственный Айвен[англ.]» / The One and Only Ivan (продюсер)
- 2019 — «Причины, по которым ты жив» / The Reasons You're Alive (продюсер)
- 2020 - «Айвэн, единственный и неповторимый» / The One and Only Ivan (продюсер)